# 大阪まちなみ百景
大阪まちなみ百景（おおさかまちなみひゃっけい）とは、大阪府内の優れた景観として2006年（平成18年）に選定された町並。

## 概要
大阪府民に大阪の美しいまちなみの再発見・景観への愛着を再認識してもらうため、また、日本国内外から大阪を訪れる人々に大阪の魅力を広く周知する目的で選定された。

### 選考経過
- 2005年（平成17年）11月1日 - 12月20日　一般推薦募集
- 2006年（平成18年） 2月17日　　　　　 　　　200点に絞り込み
- 2006年（平成18年） 6月1日 - 7月31日　　200点を府民投票
- 2006年（平成18年） 8月31日　　　　　　　　選考委員会で百景を選定

## 一覧
公式サイト掲載順
- 千里中央のまちなみ（豊中市）
- 千里インターチェンジ周辺のまちなみ（豊中市）
- 永楽荘のまちなみ（豊中市）
- 公団千里緑丘住宅のまちなみ（豊中市）
- 室町のまちなみ（池田市）
- 萱野三平旧邸周辺のまちなみ（箕面市）
- 桜ヶ丘のまちなみ（箕面市）
- 百楽荘のまちなみ（箕面市）
- 桜井まちなみ（箕面市）
- みのお滝道沿いのまちなみ（箕面市）
- サンタウン新光風台のまちなみ（豊能町）
- 宿野のまちなみ（能勢町）
- 南高浜町のまちなみ（吹田市）
- 千里山西のまちなみ（吹田市）
- 千里山虹ヶ丘のまちなみ（吹田市）
- 千里藤白台のまちなみ（吹田市）
- 富田町のまちなみ（高槻市）
- 旧西国街道　芥川宿のまちなみ（高槻市）
- 旧西国街道　郡山宿のまちなみ（茨木市）
- 宮元町のまちなみ（茨木市）
- 彩都ガーデンビレッジのまちなみ（茨木市）
- 元茨木川緑地沿いのまちなみ
- がらんど水路沿いのまちなみ（摂津市）
- 香里ヶ丘　けやき通り沿いのまちなみ（枚方市）
- 旧京街道　枚方宿のまちなみ（枚方市）
- 茄子作のまちなみ（枚方市）
- せせらぎ公園沿いのまちなみ（寝屋川市）
- 御領のまちなみ（大東市）
- 石原町・幸福町のまちなみ（門真市）
- カルチャ・ダムールのまちなみ（門真市）
- 末広町のまちなみ（門真市）
- 逢坂のまちなみ（四条畷市）
- 私市のまちなみ（交野市）
- 星田西のまちなみ（交野市）
- 久宝寺寺内町のまちなみ（八尾市）
- 神立のまちなみ（八尾市）
- 玉串川沿いのまちなみ（八尾市）
- 今町のまちなみ（柏原市）
- 旧暗峠越奈良街道　暗峠のまちなみ（東大阪市）
- 菱屋西のまちなみ（東大阪市）
- 富田林寺内町のまちなみ（富田林市）
- 三日市町　旧高野街道沿いのまちなみ（河内長野市）
- 長野町　旧高野街道沿いのまちなみ（河内長野市）
- 布忍神社周辺のまちなみ（松原市）
- 藤井寺周辺のまちなみ（藤井寺市）
- 太子町山田　旧竹内街道沿いのまちなみ（太子町）
- 大ケ塚のまちなみ（河南町）
- 森屋のまちなみ（千早赤阪村）
- 北旅籠町西のまちなみ（堺市）
- 三国ヶ丘　けやき通り沿いのまちなみ（堺市）
- 浜寺昭和町のまちなみ（堺市）
- 大美野のまちなみ（堺市）
- 黒山のまちなみ（堺市）
- 浜街道沿いのまちなみ（泉大津市）
- 府中町のまちなみ（和泉市）
- 羽衣のまちなみ（高石市）
- 本町　旧紀州街道沿いのまちなみ（岸和田市）
- 阿間河滝町のまちなみ（岸和田市）
- 貝塚寺内町のまちなみ（貝塚市）
- 水間寺周辺のまちなみ（貝塚市）
- 関西国際空港・りんくうタウンのまちなみ（泉佐野市）
- さの町場のまちなみ（泉佐野市）
- 信達牧野・信達市場のまちなみ（泉南市）
- 紀州わいわい村（泉南市）
- 幡代のまちなみ（泉南市）
- 煉瓦館周辺のまちなみ（熊取町）
- 吉見・嘉祥寺のまちなみ（田尻町）
- 梅田スカイビル周辺のまちなみ（大阪市）
- 西梅田のまちなみ（大阪市）
- 茶屋町のまちなみ（大阪市）
- 水晶橋周辺のまちなみ（大阪市）
- 中之島のまちなみ（大阪市）
- 淀屋橋周辺のまちなみ（大阪市）
- 中央公会堂周辺のまちなみ（大阪市）
- 天神橋筋商店街（大阪市）
- 野田のまちなみ（大阪市）
- ユニバーサル・シティーウォーク（大阪市）
- 御堂筋のまちなみ（大阪市）
- 大川沿いのまちなみ（大阪市）
- 大阪城とOBP（大阪市）
- 心斎橋筋商店街（大阪市）
- 道頓堀川沿いのまちなみ（大阪市）
- 道頓堀通りのまちなみ（大阪市）
- アメリカ村のまちなみ（大阪市）
- 法善寺横町のまちなみ（大阪市）
- 道具屋筋のまちなみ（大阪市）
- 空堀界隈のまちなみ（大阪市）
- 天保山ハーバービレッジ（大阪市）
- 築港赤レンガ倉庫のまちなみ（大阪市）
- 口縄坂沿いのまちなみ（大阪市）
- 四天王寺周辺のまちなみ（大阪市）
- 新世界界隈のまちなみ（大阪市）
- なんばパークス周辺のまちなみ（大阪市）
- 鶴橋商店街（大阪市）
- 猪飼野のまちなみ（大阪市）
- 阿倍野筋のまちなみ（大阪市）
- 阪南町のまちなみ（大阪市）
- 南港ATC・WTC周辺のまちなみ（大阪市）
- 帝塚山のまちなみ（大阪市）
- 平野郷のまちなみ（大阪市）